# Otakar Divíšek
Otakar Divíšek (* 18. ledna 1953 Hradec Králové) je český politik a bývalý primátor statutárního města Hradce Králové. Od narození žije v Plotištích nad Labem.

## Životopis
- 1959–1968 – devítiletá základní škola
- 1972 – maturoval na Střední zemědělská škola v Hořicích v Podkrkonoší
- 1977 – promoval na Vysoké škole zemědělské v Brně
- do listopadu 1991 – střediskový zootechnik v Zemědělském družstvu Předměřice nad Labem
- od listopadu 1991 – jmenován ředitelem odboru Ministerstva zemědělství v Hradci Králové
- 1998–2002 – zastupitel a člen Rady města Hradce Králové[2][3]
- 2002–2004 – zastupitel města a náměstek primátora pro správu majetku, městské organizace a životní prostředí[4][5]
- 2004 – primátor města Hradec Králové[6]
- 2006–2010 – znovuzvolený primátor města

Na podzim 2018 vystoupil z ODS na protest proti uzavření koalice ODS a hnutí ANO 2011 v Hradci Králové po komunálních volbách v roce 2018.
Ve volném čase se věnoval chovu německých špiců.